# Nelson Ibáñez
Nelson Martín Ibáñez (Mendoza, 13 novembre 1980) è un ex calciatore argentino, di ruolo portiere.

## Carriera

### Club
Ha giocato con vari club nella prima divisione argentina.

### Nazionale
Ha esordito con la nazionale argentina l'11 febbraio 2010 disputando da titolare l'amichevole vinta 2-1 contro la Giamaica.

## Palmarès

### Club

#### Competizioni nazionali
- Campionato argentino di seconda divisione: 1

Godoy Cruz: 2005
- Campionato argentino: 1

Racing Club: 2014